# Толупаны

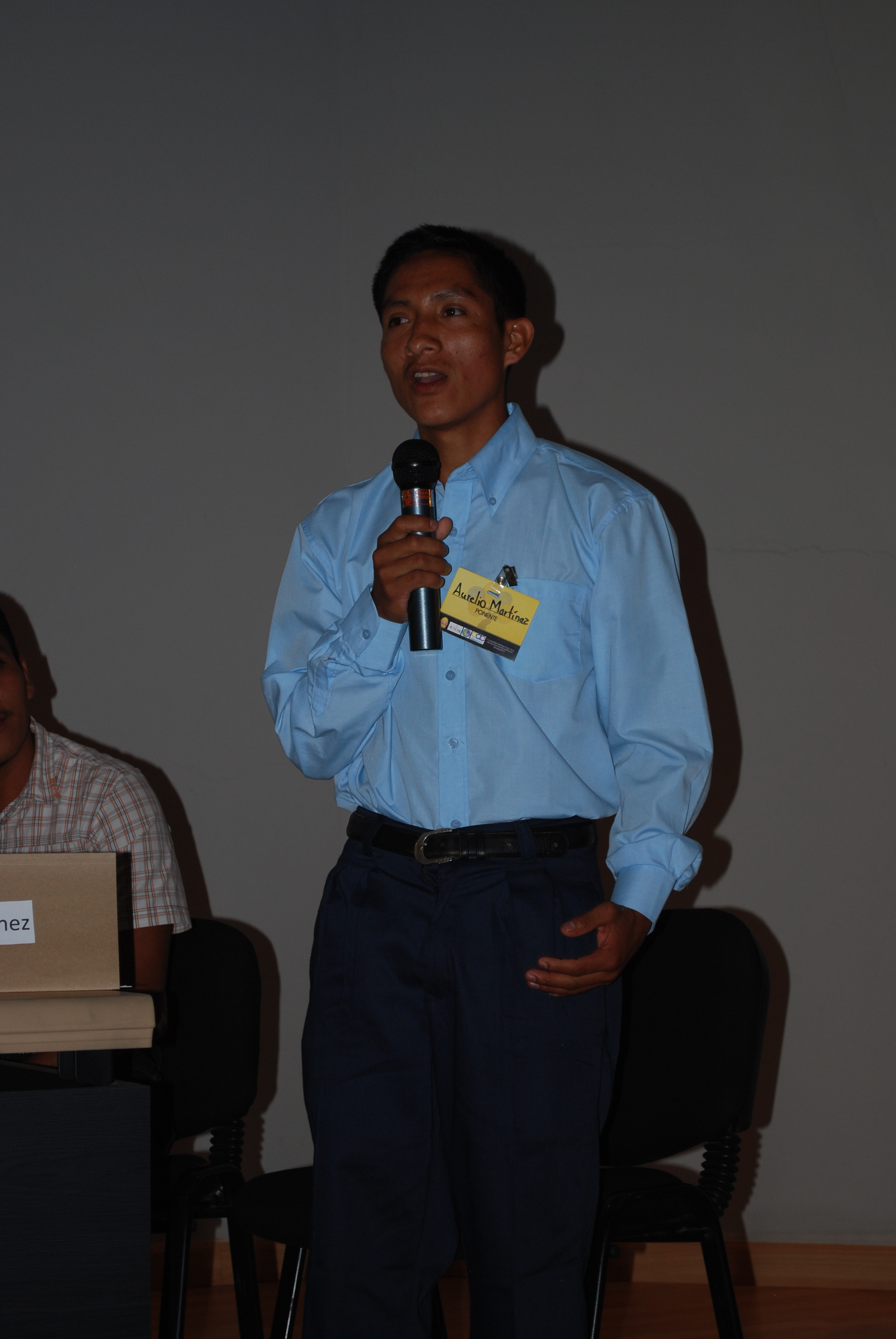
Аврелио Мартинез

Толупаны или Хикаке — коренная этническая группа в Гондурасе, в основном населяющая северо-западное побережье Гондураса и общину Монтанья-де-ла-Флор в центральном Гондурасе.

## Культура
Толупаны являются аграрным народом, которые занимаются сельским хозяйством, а именно выращивают бобы, кукурузу, сладкий и горький маниок, а также ловят рыбу, охотятся и разводят скот. В культурном отношении они похожи на народы как Мискито и Маянгна.

## История
В XIX веке римско-католический миссионер Мануэль Хесус де Субириан призвал многих Хикаков ассимилироваться в основную культуру, поселиться в деревнях и выращивать кукурузу. Другие Хикаки, которые сохранили свой традиционный образ жизни, жили в Монтанья-де-ла-Флор, и в конечном итоге правительство Гондураса предоставило им резервацию площадью 760 гектаров.

## Примечание
1. 1 2 3  "Хикаке" Архивная копия от 2 декабря 2021 на Wayback Machine. Страны и их культуры.
2. 1 2  "Хикаке" Архивная копия от 27 апреля 2015 на Wayback Machine. Британская энциклопедия.